# Matevž Govekar
Matevž Govekar (Ljubljana, 17 de abril de 2000) é um ciclista esloveno que corre para a equipa
Team Bahrain Victorious.

## Palmarés
- 2022
  - 1 etapa da Istrian Spring Trophy
  - 2.º no Campeonato da Eslovénia em Estrada 
  - 1 etapa da Volta a Burgos[2]

## Resultados em Grandes Voltas e Campeonatos do Mundo
| Corrida            | Corrida            | 2021 | 2022 | 2023 |
| ------------------ | ------------------ | ---- | ---- | ---- |
|                    | Giro d'Italia      | —    | —    | —    |
|                    | Tour de France     | —    | —    | —    |
|                    | Volta a Espanha    | —    | —    |      |
| Mundial em Estrada | Mundial em Estrada | —    | —    | 33.º |

—: não participa

Ab.: abandono

## Equipas
- Tirol-KTM Cycling Team (2021-5.2022)
- Team Bahrain Victorious (06.2022-)